# Gás

Um gás é formado de partículas (átomos, moléculas, ou íons) que deslocam-se livremente.

Em física, gás é um dos estados da matéria. Não tem forma nem volume definidos e consiste em uma coleção de partículas, tais como moléculas, átomos, íons e elétrons, cujos movimentos são aproximadamente aleatórios.

## Características físicas

### Pressão
Ao descrever um recipiente que contém um gás, o termo pressão (ou pressão absoluta) refere-se à razão entre a força média que o gás exerce na superfície do recipiente e a área dessa superfície. Dentro deste recipiente as partículas que constituem o gás movem-se em linhas retas até colidirem com outra partícula ou com uma parede do recipiente. A força aplicada sobre uma partícula do gás durante a colisão com uma das paredes provoca uma variação do momento linear dessa partícula. Note-se que durante a colisão apenas a componente normal da velocidade muda e, portanto, uma partícula viajando paralela à parede nunca tem seu momento alterado. Assim, a força média sobre a superfície é o valor médio da taxa de variação, em relação ao tempo, do momento linear das partículas do gás. Mais precisamente, a pressão é a soma de todos os componentes normais das forças exercidas pelas partículas impactando as paredes do recipiente dividida pela área da superfície da parede.

### Temperatura
A velocidade de uma partícula de gás é proporcional à sua temperatura absoluta. A temperatura de qualquer sistema físico está relacionada aos movimentos das partículas (moléculas e átomos) que compõem o gás. Em mecânica estatística, a temperatura é a medida da energia cinética média das partículas. Os métodos de armazenar essa energia são ditados pelos graus de liberdade da própria partícula. A energia cinética adicionada às partículas de gás devido às colisões produz movimento linear, rotacional, e vibracional também. Por outro lado, uma molécula em estado sólido só pode ter aumentado pela adição de calor o seu modo de vibração, pois a estrutura cristalina reticulada impede movimentos lineares e rotacionais. Estas moléculas de gás aquecido têm uma faixa maior de velocidades, que variam constantemente devido a colisões constantes com outras partículas. A faixa de velocidade pode ser descrita pela distribuição de Maxwell-Boltzmann, sendo essa distribuição uma aproximação para um gás ideal próximo do equilíbrio termodinâmico para o sistema de partículas considerado.

## Escala microscópica

### Teoria cinética
A teoria cinética provê intuições sobre as propriedades macroscópicas dos gases, considerando sua composição molecular e movimento. Começando com as definições de momento e energia cinética, e usando a conservação de momento e relações geométricas de um cubo para para relacionar propriedades do sistema macroscópicas de temperatura e pressão com propriedades microscópicas de energia cinética por molécula. A teoria fornece valores médios para estas duas propriedades.
A teoria também explica como o sistema gasoso responde a mudanças. Quando um gás é aquecido, a velocidade das partículas aumenta. Isto resulta em um número maior de colisões por segundo com as paredes do recipiente devido às velocidades serem maiores com a temperatura mais elevada. E isto explica o aumento de pressão com o aumento da temperatura.

### Movimento browniano
O movimento browniano é o modelo matemático usado para descrever o movimento aleatório de partículas suspensas em um fluido. Em 1905, Albert Einstein, por meio da teoria cinética dos gases, explicou os movimentos que foram observados por Brown.

## Modelos simplificados

### Gás real
Se for desejado refinar ou medir o comportamento de um gás que escapa de um comportamento ideal, deve-se recorrer às equações de gases reais, que são mais variadas, e quanto mais precisas também são mais complicadas.
Os gases reais não se expandem infinitamente. Isto se deve a que entre suas partículas, quer sejam átomos como nos gases nobres ou moléculas como no (O2) e na maioria dos gases, se estabelecem umas forças bastante pequenas, devido aos mudanças aleatórias de suas carga eletrostáticas, a que se chama forças de Van der Waals.
O comportamento de um gás geralmente concorda mais com o comportamento ideal quanto mais simples for sua fórmula química e quanto menor for sua reatividade (tendência a formar compostos). Assim, por exemplo, os gases nobres por serem compostos de moléculas monoatômicas e terem baixíssima reatividade, sobre tudo o hélio, têm um comportamento bastante próximo ao ideal. Os seguem os gases diatômicos, em particular o menos denso, o hidrogênio. Menos ideais são os triatômicos, como o dióxido de carbono; o caso do vapor de água é ainda pior, já que a molécula, por ser polar, tende a estabelecer pontes de hidrogênio, o que reduz ainda mais a idealidade. Dentre os gases orgânicos, o que tem o comportamento mais próximo do ideal é o metano perdendo idealidade a medida que se engrossa a cadeia de carbono. Assim, o butano tem um comportamento bem distante da idealidade. Isso ocorre porque quanto maiores os constituintes da partícula do gás, maior a probabilidade de colisão e interação entre eles, um fator que diminui a idealidade. Alguns desses gases podem ser razoavelmente bem aproximados pelas equações ideais, enquanto em outros casos exigirão o uso de equações obtidas empiricamente, muitas vezes a partir do ajuste de parâmetros. Também se perde idealidade em condições extremas, tais como pressão muito alta ou temperaturas muito baixas. Por outro lado, o acordo com a idealidade pode aumentar em pressões baixas ou altas temperaturas.

## Síntese histórica

### Lei de Boyle
Para uma certa quantidade de gás a temperatura constante, sua pressão é inversamente proporcional ao volume que ocupa.
Matematicamente:
{\displaystyle P_{1}V_{1}=P_{2}V_{2}\,}

### Lei de Charles
A uma pressão dada, o volume ocupado por uma certa quantidade de um gás é diretamente proporcional a sua temperatura. 
Matematicamente:
{\displaystyle {\frac {V_{1}}{T_{1}}}={\frac {V_{2}}{T_{2}}}}   ou   {\displaystyle {\frac {V_{1}}{V_{2}}}={\frac {T_{1}}{T_{2}}}}.

### Lei de Gay-Lussac
A pressão de uma certa quantidade de gás, que se mantém a volume constante, é diretamente proporcional à temperatura:
{\displaystyle {\frac {P_{1}}{T_{1}}}={\frac {P_{2}}{T_{2}}}}

### Lei de Dalton
A pressão de uma mistura de gases é igual a soma das pressões de todos os gases constituintes.
Matematicamente:
Ptotal = P1 + P2 + ... + Pn

## Tópicos especiais

### Viscosidade

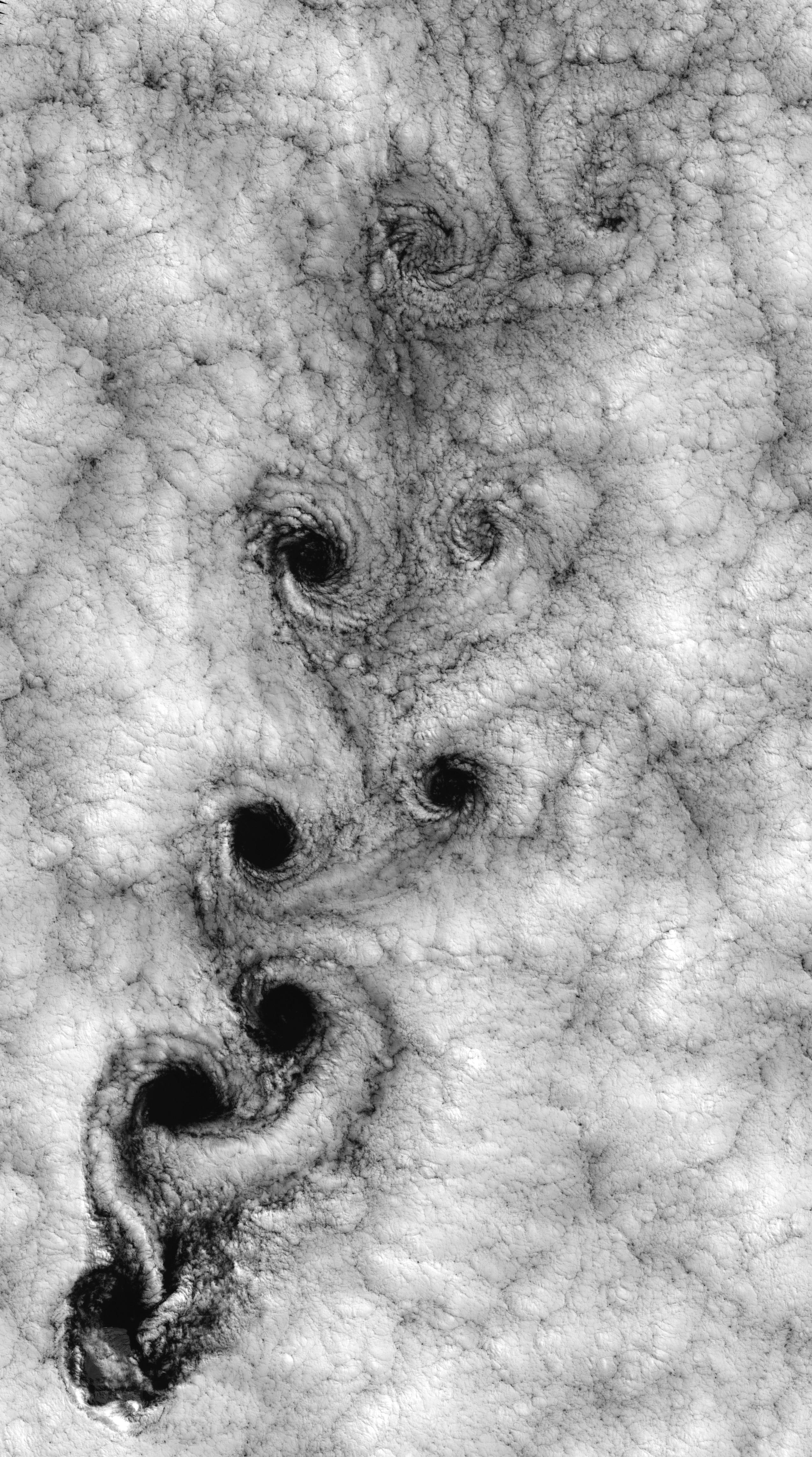
Visão de satélite de um padrão climático mostra um padrão de nuvens turbulentas único chamado de vórtice de von Kármán.

A viscosidade, uma propriedade física, é uma medida de quão bem as moléculas adjacentes atém umas as outras. Um sólido pode resistir a uma força de cisalhamento devido à intensidade dessas forças intermoleculares "pegajosas". Um fluido ira continuamente deformar-se quando submetido à mesma intensidade. Já num gás, apesar de ter um valor de viscosidade menor que o de um líquido, ainda é uma propriedade observável. Se os gases não tivessem viscosidade, então eles não grudariam na superfície de uma asa e nem formariam uma camada limite. Mas um estudo das asas deltas em imagens Schlieren revela que as partículas de gás grudam-se umas as outras.

### Turbulência

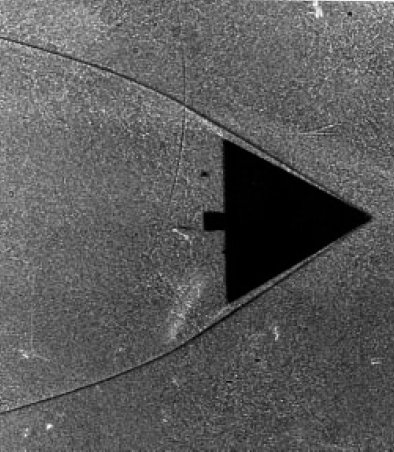
Asa delta em um túnel de vento. As sombras se formam de acordo com as mudanças de índices de refração dentro do gás enquanto ele é comprimido na borda da asa.

Em dinâmica dos fluidos, a turbulência' ou fluxo turbulento é um regime de fluxo caracterizado por alterações caóticas e estocásticas. Isto inclui a difusão de baixo impulso, convecção de alto impulso e rápida variação da pressão e da velocidade no espaço e no tempo. A visão de satélite do tempo ao redor das Ilhas Robinson Crusoe ilustra apenas um exemplo.

## Efeitos fisiológicos
Outra classificação possível para os gases é aquela que considera os efeitos para a saúde humana, quando inalados. Assim, há os inofensivos (oxigênio, hélio), quando dispersos em quantidade normal na atmosfera, e os venenosos (capazes de matar). Dentre os últimos podemos citar:
- Tóxicos: ácido cianídrico (produz a morte quase instantaneamente), amoníaco do anidro sulfuroso, benzina, iodacetona, cianetos alcalinos de potássio, sódio etc.
- Asfixiantes: que provocam a cessação das trocas orgânicas (provocando a redução do teor de oxigênio e o consequente aumento de gás carbônico no sangue) tais como oxicloreto, tetraclorossulfureto de carbono, cloroformiato de metila clorado, bromo, fosgênio.